# طياش (ريمة)

تعديل مصدري - تعديل

طياش أو قرية طياش  هي إحدى قرى عزلة بني واقدالواقعة ضمن مديرية الجعفرية التابعة لمحافظة ريمة، بلغ تعداد سكانها (1326) نسمة حسب تعداد اليمن لعام 2004.

## المحلات التابعة للقرية
- الغرسه
- الهجنه
- الغرفة
- شعب القوادر
- المعساق
- المقراي
- الجبل العالي
- الجبل السافل
- شعب ياكل
- السهل
- شعب الشمس
- القوساء
- المراياء
- خماش
- المهامل
- كبه الحمراء
- شعب الرمادي
- بيت البخيره
- الحدياء
- القطع
- مغربة الجبل العالي
- اللوقع

## روابط خارجية
- الدليل الشامــل